# SPQR

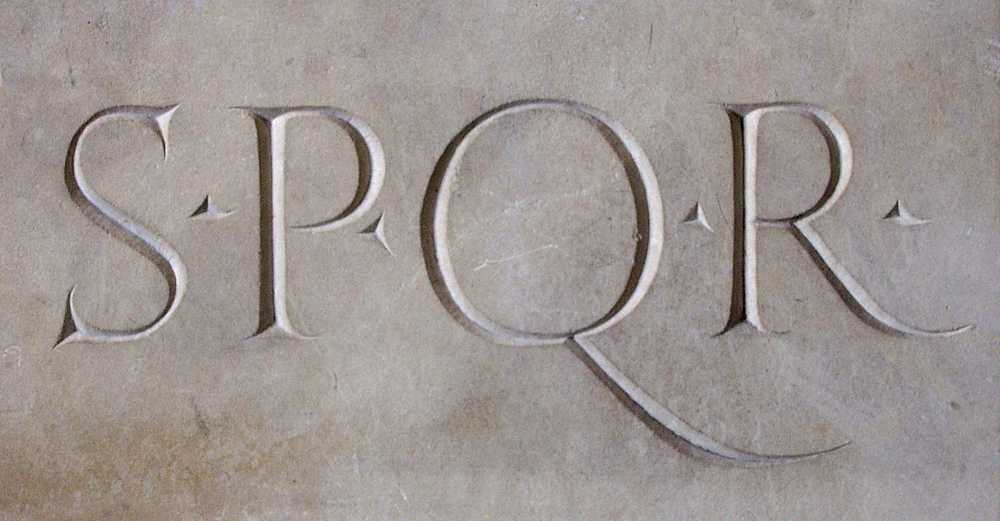
Písmena vytesaná do kamene

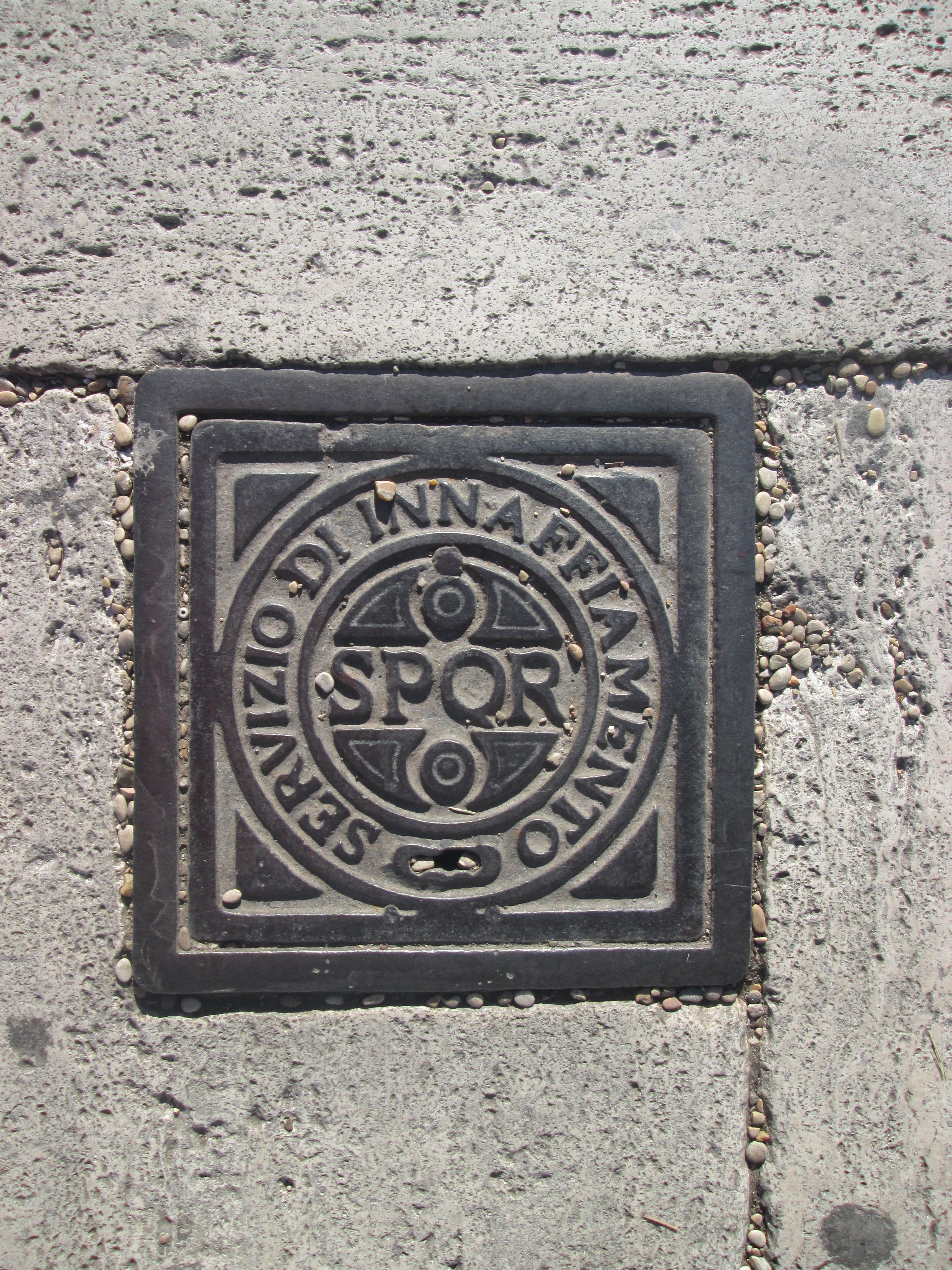
Jeden z mnoha současných a funkčních kanálových poklopů v Římě

S.P.Q.R. je latinská iniciálová zkratka ze sousloví Senatus Populusque Romanus, v překladu senát a lid římský. Symbolizovala tyto dvě složky vlády římské říše. Sousloví vzniklo v období římské republiky a bylo používáno i za císařství.

## Historie
Zkratka SPQR byla považována za výsostný znak římské říše a nacházela se mimo jiné na mincích nebo na standartách římských legií. Dodnes se nachází ve znaku Říma. Objevuje se také na většině římských kanálových poklopů, na odpadkových koších i jinde.
Zkratku SPQ* převzaly i jiné státní útvary, dnes se objevuje například ve znaku některých měst, mimo jiné i Olomouce: SPQO – Senatus Populusque Olomouciensis nebo na symbolech Olomouckého kraje.

## Verze zkratky
- Senatus Populusque Romanus
- Senatus Populusque Romae
- Senatu Populoque Romae
- Senatu Populoque Romano
- Senatus Populusque Romanum

## Odraz v populární kultuře
Populární komiksové postavy Asterix a Obelix si tuto zkratku vysvětlovaly jako Sono Pazzi Questi Romani (Jsou blázni, tihle Římané).